# 蕊形真藓
蕊形真藓（学名：Bryum coronatum）为真藓科真藓属下的一个种。

## 扩展阅读
- 維基物種上的相關：蕊形真藓